# E-mailová adresa
E-mailová adresa je údaj, který v e-mailové zprávě určuje adresáta zprávy (případně adresáta kopie zprávy) a obvykle též údaj o odesílateli zprávy. E-mailová adresa identifikuje elektronickou poštovní schránku uživatele e-mailu.
E-mailová poštovní schránka je fyzicky umístěna na nějakém internetovém serveru. Populární jsou zejména servery, které nabízejí e-mailovou schránku zdarma a s webovým rozhraním (v českých podmínkách např. Centrum.cz, Gmail, Seznam.cz).

## Podoba adresy
Moderní internetová adresa má tvar mistourceni@domena.priklad.cz, přičemž část před znakem @ je místní část adresy, často uživatelské jméno příjemce zprávy, a část za @ je internetová doména. Server MTA vyhledá název domény v Domain Name System (DNS), aby zjistil mail exchange servery přijímající poštu pro danou doménu.
Znak @ na oddělení jména uživatele od názvu stroje začal používat Ray Tomlinson roku 1972, a to v rámci systému ARPANET, který vznikl v roce 1969.
Poštovní servery zpravidla nejsou při zpracování adresy odesílatele a/nebo příjemce case sensitive (nerozlišují malá a velká písmena). Podle RFC 5321 odst. 2.4 by měla být velká a malá písmena v lokální části adresy (nachází se před zavináčem) rozlišována, od této praxe však přímo RFC odrazuje. Ta část adresy, která se nachází za zavináčem, case sensitive není.
V e-mailových zprávách se obvykle samotná e-mailová adresa kombinuje s uživatelským jménem a v poštovním klientu se pak jako specifikace adresáta nebo odesílatele zobrazuje viditelně pouze uživatelské jméno, přičemž samotná e-mailová adresa se zobrazí až po kliknutí na uživatelské jméno. Uživatelské jméno může být uvedeno libovolné a na doručování obvykle nemá faktický vliv, některé mail exchange servery ho však automaticky nahrazují výchozím uživatelským jménem příslušným k e-mailové adrese. Zápis uživatelského jména spolu s e-mailovou adresu může vypadat buď jako proklikávací uživatelské jméno nebo (v automaticky vytvářených hlavičkách e-mailových zpráv) například takto:
- "Karel Novák" <karel.novak@zadarmomail.cz>

Samotná e-mailová adresa může být složena pouze z vymezeného okruhu znaků, mezi něž patří písmena anglické abecedy a vybraná interpunkční znaménka, například tečka, spojovník nebo podtržítko. Písmena jiných abeced včetně písmen s diakritikou se nepoužívají, rovněž mezera nesmí být v adrese obsažena. Podle normy RCF 6530 je možné používat v e-mailové adrese znaky UFT-8, ovšem reálně je většina e-mailových serverů zakazuje.
V uživatelském jménu, za kterým je e-mailová adresa skryta, je možno používat i mezery a národní znaky. Znaky s diakritickými znaménky se však v mnoha nekompatibilních poštovních serverech nebo poštovních klientech deformují nebo špatně zobrazují, a tím je možnost použití takových uživatelských jmen omezena.

## Skoková adresa
Skokové adresy (adresy s uvedením cesty) se používaly v minulosti v době, kdy nebyly všechny počítače nebo sítě navzájem síťově propojené. E-mailové adresy musely obsahovat „cestu“ pro zprávu, tj. trasu mezi počítačem odesílatele a příjemce. Tímto způsobem bylo možné posílat e-maily mezi více sítěmi.
Cestu specifikovala tzv. „bang path“ adresa, která specifikovala skoky (hops) mezi lokacemi, které byly považované za dostupné adresátovi. Nazývala sa tak, protože obsahovala pro každý skok znak „bang“, tj. „!“. Takže například cesta …!bigsite!foovax!barbox!ja oznamuje, že pošta se má směrovat stroji bigsite (předpokládaná dobře známá lokace přístupná každému) a odtud přes stroj foovax uživatelskému účtu na stroji barbox.
Předtím, než se běžně začaly používat mailové programy s automatickým směrováním, lidé často uveřejňovali složené bang adresy s použitím { } konvence (viz Glob), přičemž mezi složenými závorkami byly uvedené cesty některých velkých strojů v naději, že potenciální odesílatel bude schopný spolehlivě doručit poštu na jeden z nich (například …!{seismo, ut-sally, ihnp4}!rice!beta!gamma!ja). Bang cesty s 8 až 10 skoky nebyly v roce 1981 ničím výjimečným. Vytáčená UUCP spojení pracující v nočních hodinách způsobovala týden dlouhé přenosy. Bang cesty se volily často podle času přenosu a spolehlivosti, takže se zprávy často ztrácely.

## Ochrana při zveřejňování adresy
Jedním ze zdrojů e-mailových adres pro spamery je web. Specializovanými programy je totiž možné hromadně extrahovat elektronické adresy vyskytující se v textu webových stránek a vytvářet databáze adres pro rozesílání spamu. V rámci ochrany před spamem se ukazuje být stále nutnější e-mailovou adresu před těmito roboty chránit. [zdroj?] K zabránění těmto automatizovaným útoků se používá e-mailová adresa ve formě pochopitelné člověku, avšak nepochopitelné stroji. Vyhledávací roboti jsou však stále chytřejší.
Je-li nutné adresu zveřejnit na internetu a pokud zároveň nemáte efektivní anti-spam filtr, doporučuje se nahradit symbol pro tzv. zavináč jiným, pro člověka pochopitelným znakem, jako například
- sekvencí %40, jak se zavináč zobrazí v URL, nebo
- sekvencí (zavinac) nebo (at).
- adresa „eva@domena.cz“ se zapíše jako „eva zavináč doména tečka cz“ (v angličtině se často používá „eva AT doména DOT cz“)
- Velice spolehlivý zápis, ale také těžko čitelný, je ten, kdy e-mailovou adresu uvedete jako jedno slovo, tedy například novakzavinacserverteckacz, ale to už se podobá spíše hádance.
- Také částečnou, ale mnohdy účinnější ochranou[zdroj?], je zveřejnění e-mailové adresy nikoliv ve znakové podobě, ale v grafické podobě (formou obrázku), jehož automatické strojové čtení je podstatně složitější.